# Aratus (geslacht)
Aratus is een geslacht van kreeftachtigen uit de klasse van de Malacostraca (hogere kreeftachtigen).

## Soort
- Aratus pisonii (H. Milne Edwards, 1837)